# نظریه ارزش کار
نظریه ارزش کار یک نظریه ارزش اقتصادی هترودوکس است که استدلال می‌کند که ارزش اقتصادی یک کالا یا خدمت به وسیلهٔ میزان کل کار لازم برای تولید آن تعیین می‌شود. در حال حاضر این مفهوم معمولاً در پیوند با اقتصاد مارکسی در نظر گرفته می‌شود گرچه در نظریه‌های اقتصاد کلاسیک قدیمی‌تری مثل آدام اسمیت و دیوید ریکاردو و بعدتر در اقتصاد آنارشیستی هم به کار رفته‌است.